# Tegen de Sterren op (televisieserie)
Tegen de Sterren op (afgekort als TDSO) was een Vlaams komisch televisieprogramma dat van december 2010 tot maart 2018 op VTM werd uitgezonden. In de reeks worden diverse bekende televisiegezichten, televisieprogramma's en films geparodieerd.

## Productie
Van september 2010 tot april 2011 werd het eerste seizoen opgenomen. Van augustus tot december 2011 liepen de opnamen van het tweede seizoen. Op 13 december 2012 startte het derde seizoen van Tegen de Sterren op. Sindsdien is de vaste kern acteurs uitgebreid met Tine Embrechts, die eerder al in het tweede seizoen gastoptredens maakte. De opnamen van het derde seizoen startten in augustus 2012. Op 1 januari 2014 startte het vierde seizoen, de opnamen startten eind september 2013.

## Acteurs

### Vaste acteurs
Bij elke acteur staat een selectie van de vele rollen die hij of zij in de serie gespeeld heeft.
| Acteur                 | Personage | Opmerkingen     |
| ---------------------- | --- | --------------- |
| Barbara Sarafian       | Laurette Onkelinx Euvgenia Parakhina Sonja Kimpen Birgit Van Mol | Seizoen 1 tot 3 |
| Chris Van Espen        | Sam Gooris Frank Deboosere Gunther Levi Wouter Beke Staf Coppens |                 |
| Clara Cleymans         | Selah Sue Elke Vanelderen Joy Anna Thielemans Nicole Josy Hanne Verbruggen Melania Trump Dries Mertens                                                              |                 |
| Guga Baúl              | Geert Hoste Alex Agnew Tom Boonen Kris Peeters Gert Verhulst Tom Waes Stefan Boxy Davy Gilles                                                                       |                 |
| Ivan Pecnik            | Bart De Wever Leo Martin Johan Boskamp Willem Vermandere Marc Wilmots Hugo Sigal Siegfried Bracke Koen Crucke                                                       |                 |
| Jonas Van Geel         | Regi Penxten Gaston Berghmans Marc-Marie Huijbregts Erik Van Looy Steven Defour Bart Peeters Marc Coucke Jan Jaap van der Wal Christoff De Bolle Chris Van Tongelen |                 |
| Nathalie Meskens       | Annemie Struyf Maggie De Block Astrid Bryan Adele An Lemmens Philippe Geubels Slongs Dievanongs Natalia Druyts Karen Damen Marthe De Pillecyn Mathias Coppens       |                 |
| Walter Baele           | Herman Van Rompuy Elio Di Rupo Oscar and the Wolf Marouane Fellaini Charles Michel                                                                                  |                 |
| Tine Embrechts         | Saartje Vandendriessche Kristel Verbeke Sabine Hagedoren Liesbeth Homans                                                                                            | Seizoen 3-8     |
| Ella Leyers            | Josje Huisman Kim Kardashian Miley Cyrus Eva Daeleman Klaasje Meijer Justin Bieber                                                                                  | Seizoen 4-8     |
| Jonas Van Thielen      | Ben Weyts Wouter Van Besien Urbanus Bilall Fallah Kim Jong-un | Seizoen 8       |
| Louis Talpe            | Jan Mulder James Cooke Björn Soenens Kristof Boxy | Seizoen 8       |
| Ilse de Koe            | Nathalie Meskens Ingeborg Sergeant | Seizoen 8       |
| Robrecht Vanden Thoren | Boef Koen Wauters | Seizoen 8       |

### Gastacteurs
Vanaf seizoen 2 is er bijna elke aflevering een bekende Vlaming die een of meerdere gastrollen op zich neemt.

## Afleveringen

### Seizoen 1
| Nr. (serie) | Nr. (seizoen) | Eerste uitzending | Live kijkcijfers | Top 10 | Opmerkingen          |
| ----------- | ------------- | ----------------- | ---------------- | ------ | -------------------- |
| 01          | 01            | 5 december 2010   | 854.019          | 6      |                      |
| 02          | 02            | 12 december 2010  | 757.801          | 6      |                      |
| 03          | 03            | 19 december 2010  | 864.471          | 5      |                      |
| 04          | 04            | 26 december 2010  | 576.046          | 9      |                      |
| 05          | 05            | 3 maart 2011      | 990.331          | 4      |                      |
| 06          | 06            | 10 maart 2011     | 935.779          | 4      |                      |
| 07          | 07            | 17 maart 2011     | 846.626          | 5      |                      |
| 08          | 08            | 24 maart 2011     | 790.761          | 4      |                      |
| 09          | 09            | 31 maart 2011     | 804.450          | 6      |                      |
| 10          | 10            | 7 april 2011      | 640.804          | 7      |                      |
| 11          | 11            | 14 april 2011     | 685.094          | 4      |                      |
| 12          | 12            | 21 april 2011     | 622.091          | 5      |                      |
| 13          | 13            | 28 april 2011     | 665.007          | 4      |                      |
| 14          | 14            | 5 mei 2011        | 669.951          | 4      | Compilatieaflevering |
| 15          | 15            | 12 mei 2011       | 624.303          | 8      | Compilatieaflevering |

### Seizoen 2
| Nr. (serie) | Nr. (seizoen) | Eerste uitzending | Live kijkcijfers | Top 10 | Opmerkingen                                                                                 |
| ----------- | ------------- | ----------------- | ---------------- | ------ | ------------------------------------------------------------------------------------------- |
| 16          | 01            | 24 november 2011  | 868.151          | 4      | Met Adriaan Van den Hoof                                                                    |
| 17          | 02            | 1 december 2011   | 807.452          | 6      | Met Jeroen Van Dyck                                                                         |
| 18          | 03            | 8 december 2011   | 881.616          | 5      | Met Tine Embrechts                                                                          |
| 19          | 04            | 15 december 2011  | 689.877          | 6      | Met Bart Peeters                                                                            |
| 20          | 05            | 22 december 2011  | 757.096          | 4      | Met Jacques Vermeire                                                                        |
| 21          | 06            | 29 december 2011  | 816.119          | 6      | Met Els de Schepper                                                                         |
| 22          | 07            | 5 januari 2012    | 721.478          | 6      | Met Maaike Cafmeyer                                                                         |
| 23          | 08            | 12 januari 2012   | 762.080          | 5      | Met Roos Van Acker                                                                          |
| 24          | 09            | 19 januari 2012   | 840.410          | 4      | Met Adriaan Van den Hoof, Tine Embrechts, Bart Peeters, Jacques Vermeire en Els de Schepper |
| 25          | 10            | 26 januari 2012   | 687.547          | 5      | Compilatieaflevering                                                                        |
| 26          | 11            | 2 februari 2012   | 768.534          | 6      | Compilatieaflevering                                                                        |
| 27          | 12            | 9 februari 2012   | 724.309          | 5      | Compilatieaflevering                                                                        |

### Seizoen 3
| Nr. (serie) | Nr. (seizoen) | Eerste uitzending | Live kijkcijfers | Top 10 | Opmerkingen                             |
| ----------- | ------------- | ----------------- | ---------------- | ------ | --------------------------------------- |
| 28          | 01            | 13 december 2012  | 803.718          | 6      | Met Koen Wauters                        |
| 29          | 02            | 20 december 2012  | 759.270          | 6      | Met Tom Waes                            |
| 30          | 03            | 27 december 2012  | 811.037          | 5      | Met Astrid Bryan en Laurens Nuyens      |
| 31          | 04            | 3 januari 2013    | 719.699          | 7      | Met Luk Wyns                            |
| 32          | 05            | 10 januari 2013   | 769.693          | 5      | Met Sven De Ridder                      |
| 33          | 06            | 17 januari 2013   | 711.816          | 6      | Met Ella Leyers en Gunter Lamoot        |
| 34          | 07            | 24 januari 2013   | 688.129          | 7      | Met Staf Coppens en Karlijn Sileghem    |
| 35          | 08            | 31 januari 2013   | 697.809          | 7      | Met Karl Vannieuwkerke en Bart De Wever |
| 36          | 09            | 7 februari 2013   | 749.122          | 5      | Met Luc Appermont en Staf Coppens       |
| 37          | 10            | 14 februari 2013  | 703.602          | 5      | Compilatieaflevering                    |
| 38          | 11            | 21 februari 2013  | 665.691          | 5      | Compilatieaflevering                    |

### Seizoen 4
| Nr. (serie) | Nr. (seizoen) | Eerste uitzending | Live kijkcijfers | Top 10 | Opmerkingen                                                                               |
| ----------- | ------------- | ----------------- | ---------------- | ------ | ----------------------------------------------------------------------------------------- |
| 39          | 01            | 1 januari 2014    | 664.457          | 9      | Met Barbara Sarafian, Stefaan Degand, Kürt Rogiers en Peter Van de Veire                  |
| 40          | 02            | 8 januari 2014    | 803.343          | 5      | Met Eline De Munck, Robin Janssens en Kürt Rogiers                                        |
| 41          | 03            | 15 januari 2014   | 807.934          | 5      | Met Peter Van De Velde                                                                    |
| 42          | 04            | 22 januari 2014   | 829.213          | 6      | Met Jaak Van Assche en Tuur De Weert                                                      |
| 43          | 05            | 29 januari 2014   | 700.966          | 6      | Met Regi Penxten en Slongs Dievanongs                                                     |
| 44          | 06            | 5 februari 2014   | 724.860          | 5      | Met Natalia Druyts                                                                        |
| 45          | 07            | 12 februari 2014  | 849.730          | 5      | Met Barbara Sarafian en Joy Anna Thielemans                                               |
| 46          | 08            | 19 februari 2014  | 809.150          | 7      | Met Ben Roelants, Mieke Bouve, Door Van Boeckel, Jef Hoogmartens en Benjamin Van Tourhout |
| 47          | 09            | 26 februari 2014  | 717.534          | 7      | Met Mieke Bouve                                                                           |
| 48          | 10            | 5 maart 2014      | 506.038          | 9      | Compilatieaflevering                                                                      |
| 49          | 11            | 12 maart 2014     | 591.813          | 8      | Compilatieaflevering                                                                      |

### Seizoen 5
| Nr. (serie) | Nr. (seizoen) | Eerste uitzending | Live kijkcijfers | Top 10   | Opmerkingen                                                         |
| ----------- | ------------- | ----------------- | ---------------- | -------- | ------------------------------------------------------------------- |
| 50          | 01            | 7 januari 2015    | 1.118.011        | 4        | Met Barbara Sarafian, Erik Van Looy en Saartje Vandendriessche      |
| 51          | 02            | 14 januari 2015   | 1.005.488        | 4        | Met Barbara Sarafian                                                |
| 52          | 03            | 21 januari 2015   | 915.781          | 4        |                                                                     |
| 53          | 04            | 28 januari 2015   | 1.016.938        | 4        | Met Barbara Sarafian, Marc Coucke, Zoë Thielemans en Stijn Steyaert |
| 54          | 05            | 4 februari 2015   | 830.425          | 4        | Met Barbara Sarafian en Luk Wyns                                    |
| 55          | 06            | 11 februari 2015  | 836.805          | 4        | Met Barbara Sarafian en Sven De Ridder                              |
| 56          | 07            | 18 februari 2015  | 849.976          | 4        | Met Kürt Rogiers en John Bryan                                      |
| 57          | 08            | 25 februari 2015  | 839.229          | 4        | Met Kürt Rogiers en Melvin Klooster                                 |
| 58          | 09            | 4 maart 2015      | 929.920          | 4        |                                                                     |
| 59          | 10            | 11 maart 2015     | 862.282          | Onbekend | Met Eline De Munck                                                  |
| 60          | 11            | 18 maart 2015     | 517.721          | 9        | De Nacht van Tegen de Sterren op (compilatieaflevering)             |
| 61          | 12            | 25 maart 2015     | 753.071          | 6        | De Nacht van Tegen de Sterren op (compilatieaflevering)             |

### Seizoen 6
| Nr. (serie) | Nr. (seizoen) | Eerste uitzending | Live kijkcijfers | Top 10 | Opmerkingen                                                    |
| ----------- | ------------- | ----------------- | ---------------- | ------ | -------------------------------------------------------------- |
| 62          | 01            | 6 januari 2016    | 936.592          | 5      | Met Niels Destadsbader, Lesley-Ann Poppe en Peter Van Asbroeck |
| 63          | 02            | 13 januari 2016   | 805.799          | 6      | Met Jan Leyers, Adriaan Van den Hoof en Peter Van Asbroeck     |
| 64          | 03            | 20 januari 2016   | 767.860          | 5      |                                                                |
| 65          | 04            | 27 januari 2016   | 808.212          | 5      | Met Patrick Claesen, Peter Van Asbroeck en Jan Leyers          |
| 66          | 05            | 3 februari 2016   | 553.385          | 9      | Met Kürt Rogiers en Peter Van Asbroeck                         |
| 67          | 06            | 10 februari 2016  | 612.049          | 7      | Met Davy Gilles en Adriaan Van den Hoof                        |
| 68          | 07            | 17 februari 2016  | 509.894          | 9      |                                                                |
| 69          | 08            | 24 februari 2016  | 709.616          | 5      | Met Jef Hoogmartens                                            |
| 70          | 09            | 2 maart 2016      | 713.439          | 5      | Met Rob Vanoudenhoven                                          |
| 71          | 10            | 9 maart 2016      | 726.737          | 5      | Met Willy Naessens                                             |
| 72          | 11            | 16 maart 2016     | 619.147          | 7      | De Nacht van Tegen de Sterren op (compilatieaflevering)        |
| 73          | 12            | 27 maart 2016     | Onbekend         | -      | De Nacht van Tegen de Sterren op (compilatieaflevering)        |

### Seizoen 7
| Nr. (serie) | Nr. (seizoen) | Eerste uitzending | Live kijkcijfers | Top 10 | Opmerkingen |
| ----------- | ------------- | ----------------- | ---------------- | ------ | --- |
| 74          | 01            | 22 februari 2017  | 729.554          | 7      | Met Kris Peeters en Baba Yega                                                                                                |
| 75          | 02            | 1 maart 2017      | 652.726          | 8      | Met Erik Van Looy, Pieter Verelst, Charlotte Timmers, Marthe De Pillecyn, Klaasje Meijer en Hanne Verbruggen                 |
| 76          | 03            | 8 maart 2017      | 601.819          | 8      | Met Dana Winner, Fleur Brusselmans en Michel Van den Brande                                                                  |
| 77          | 04            | 15 maart 2017     | 567.364          | 7      | Met Pascal Braeckman, Sam Gooris, Lesley-Ann Poppe, Phaedra Hoste                                                            |
| 78          | 05            | 22 maart 2017     | 431.638          | 10     | Met Herman Verbruggen, Jacques Vermeire, Lindsay, Laura Lynn, Willy Sommers, Gunther Levi, Davy Gilles en Chris Van Tongelen |
| 79          | 06            | 29 maart 2017     | 666.723          | 6      | Met Tom Waes |
| 80          | 07            | 5 april 2017      | 487.597          | 10     | Met Bart De Wever en Roger van Damme                                                                                         |
| 81          | 08            | 12 april 2017     | 433.084          | 8      | Met Christoff De Bolle, Gunter Lamoot en Ben Weyts                                                                           |
| 82          | 09            | 19 april 2017     | 524.698          | 8      | Met Kim Clijsters en Bart Peeters                                                                                            |
| 83          | 10            | 26 april 2017     | 539.183          | 9      | Met Geert Hoste, Van Echelpoel, Kristof Calvo, Ozark Henry en Rob Vanoudenhoven                                              |

### Seizoen 8
| Nr. (serie) | Nr. (seizoen) | Eerste uitzending | Live kijkcijfers | Top 10 | Opmerkingen                       |
| ----------- | ------------- | ----------------- | ---------------- | ------ | --------------------------------- |
| 84          | 01            | 1 februari 2018   | 486.804          | -      |                                   |
| 85          | 02            | 8 februari 2018   | 465.499          | 9      | Met Greet De Keyser en Bart Kaëll |
| 86          | 03            | 15 februari 2018  | 530.286          | 8      | Met Willy Sommers en James Cooke  |
| 87          | 04            | 22 februari 2018  | 526.478          | 8      | Met Rik Torfs                     |
| 88          | 05            | 1 maart 2018      | 436.815          | 10     | Met Adil El Arbi                  |
| 89          | 06            | 8 maart 2018      | 455.649          | -      |                                   |
| 90          | 07            | 15 maart 2018     | 540.433          | 8      |                                   |
| 91          | 08            | 22 maart 2018     | 519.610          | 8      |                                   |

## Prijzen
Tegen de Sterren op won op 25 februari 2011, tijdens de Nacht van de Vlaamse Televisie Sterren, de prijs voor Beste Humor- en comedyprogramma. Op 24 maart 2012 mocht de cast van Tegen de Sterren op deze prijs opnieuw in ontvangst nemen. Tegen de Sterren op haalde het toen van kijkcijferkanonnen zoals Mag ik u kussen? en Basta. Het jaar daarop, op 2 maart 2013 tijdens het gala van de Vlaamse Televisie Sterren 2012 kregen ze voor de derde keer op rij deze prijs.

## Gerelateerde programma's

### Tegen de Sterren op Live
Begin maart 2014 vond de eerste liveshow Tegen de Sterren op Live in de Lotto Arena te Antwerpen plaats. Deze show werd later in twee delen ook uitgezonden op VTM.
| Nr. | Eerste uitzending | Live kijkcijfers | Top 10 | Opmerkingen                         |
| --- | ----------------- | ---------------- | ------ | ----------------------------------- |
| 01  | 26 mei 2014       | 502.890          | 8      | Zaalshow, uitgezonden in twee delen |
| 02  | 2 juni 2014       | 697.756          | 4      | Zaalshow, uitgezonden in twee delen |

In mei 2015 was er een tweede editie van Tegen de Sterren op Live, opnieuw in de Lotto Arena in Antwerpen. Deze keer werd de show in drie delen uitgezonden. Gert Verhulst speelde zichzelf in een sketch.
| Nr. | Eerste uitzending | Live kijkcijfers | Top 10 | Opmerkingen                         |
| --- | ----------------- | ---------------- | ------ | ----------------------------------- |
| 01  | 20 mei 2015       | 780.099          | 4      | Zaalshow, uitgezonden in drie delen |
| 02  | 27 mei 2015       | 756.078          | 4      | Zaalshow, uitgezonden in drie delen |
| 03  | 3 juni 2015       | 713.569          | 5      | Zaalshow, uitgezonden in drie delen |

De derde editie vond in 2016 plaats in het Sportpaleis (Antwerpen). Bart Peeters speelde zichzelf in een sketch.

### Tien om tegen de Sterren op te zien
In de zomer van 2014 vierde VTM zijn 25e verjaardag met twee nieuwe edities van Tien om te zien, gecombineerd met het programma Tegen de Sterren op. Nathalie Meskens presenteerde het programma als Anne De Baetzelier, samen met Willy Sommers.
| Nr. | Eerste uitzending | Live kijkcijfers | Top 10 | Opmerkingen                 |
| --- | ----------------- | ---------------- | ------ | --------------------------- |
| 01  | 22 augustus 2014  | 865.761          | 1      | Vond plaats in Blankenberge |
| 02  | 29 augustus 2014  | 852.303          | 1      | Vond plaats in Nieuwpoort   |

### Liefde voor Sterren tegen de Muziek op
In augustus 2015 presenteerden Nathalie Meskens (als Natalia) en Christoff Liefde voor Sterren tegen de Muziek op. Het was een mix van het programma Liefde voor muziek en Tegen de Sterren op.
| Nr. | Eerste uitzending | Live kijkcijfers | Top 10 | Opmerkingen             | Opmerkingen                                                                                              |
| --- | ----------------- | ---------------- | ------ | ----------------------- | --- |
| 01  | 14 augustus 2015  | 499.101          | 5      | Vond plaats in Oostende | Met: Kate Ryan, Bandits, Sergio Quisquater, Slongs Dievanongs, De Romeo's, Stan Van Samang, Laura Omloop |
| 02  | 21 augustus 2015  | 524.590          | 4      | Vond plaats in Oostende | Met: Christoff, Gers Pardoel, Bart Kaëll, Guy Swinnen, Lea Rue, Natalia                                  |
| 03  | 28 augustus 2015  | 538.694          | 4      | Vond plaats in Oostende | Met: Christoff, Nielson, K3, Stan van Samang, Willy Sommers, Ian Thomas, Tom Helsen                      |

## Trivia
- De serie vormt een vervolg op het komische Wij van België, waarin toenmalig prins Filip en prinses Mathilde werden geparodieerd. Deze personages duiken ook geregeld in dit programma op.
- Aan acteur Luk Wyns werd in 2011 gevraagd om mee te spelen in het tweede seizoen van de serie. Hij weigerde echter.[4] In het derde seizoen (2013) dook hij alsnog op in de rol van voedselinspecteur Benny Bax uit De Smaakpolitie en Charles Ruiters uit Code 37. Hij deed opnieuw een gastoptreden tijdens seizoen 5 (2015) als Marc Coucke en zijn bekende personage Thérèse Backeljau uit Familie Backeljau. Ook Chris Van den Durpel weigerde mee te spelen. [5]
- Op zondagavond 14 oktober 2012 werd na het verkiezingsnieuws een speciale aflevering van de serie uitgezonden. De aflevering had de titel Tegen de Stemmen op en was een herhaling van politiek-gerelateerde sketches.
- Het complete eerste en tweede seizoen zijn in oktober 2012 op dvd verschenen. Het derde, vierde en vijfde seizoen verschenen in 2015 op dvd. In datzelfde jaar verscheen ook een verzamelbox met alle seizoenen en de twee liveshows.